# Bivacco Città di Clusone
Das Bivacco Città di Clusone ist eine Biwakschachtel auf dem Gemeindegebiet von Castione della Presolana auf 2050 m s.l.m. Höhe in den Bergamasker Alpen. Das Biwak befindet sich im oberen Teil des Valle dell’Ombra, auf der Südseite des Presolana-Massivs.

## Geschichte
Das heutige Biwak wurde im Jahr 2015 anstelle des Vorgängerbaus von 1968 errichtet. Das vorige Biwak hatte neun Schlafplätze und erinnerte an den Tod von sieben Lawinenopfern im März 1968.

## Beschreibung
Das Bivacco Città di Clusone befindet sich auf 2050 m s.l.m. Höhe im Verlauf des Normalweges auf das Presolana-Massiv, nahe der Kapelle Cappella Savina.
Nach der Erneuerung im Jahr 2015 besteht die Biwakschachtel aus einer modernen, mit Blech verkleideten Holzkonstruktion mit sechs Schlafplätzen und einem Tisch mit Sitzgelegenheiten. Eine eigene Wasserversorgung fehlt ebenso wie eine Heizmöglichkeit. Decken und Kissen sind nicht vorhanden. Solarpanels versorgen eine LED-Innenbeleuchtung. 
Das Biwak ist mit einem Funktelefon ausgerüstet, mit dem die Bergrettung Corpo Nazionale Soccorso Alpino e Speleologico und der Notruf 112 erreicht werden können. Zudem dient das Bivacco Città di Clusone auch als Stützpunkt und Materialdepot der Bergrettung.

## Zugang
Der Zugang erfolgt vom auf 1297 Meter Höhe gelegenen Presolana-Pass, bei dem sich Parkplätze befinden. Der Normalweg zum Presolana-Massiv führt in nördlicher Richtung durch Nadelwald bis zum Rifugio Baita Cassinelli (auch Malga Cassinelli, 1568 m s.l.m.). Dort besteht zu dessen Öffnungszeiten die einzige Einkehrmöglichkeit auf dem Weg zum Bivacco Città di Clusone. Der weitere Anstieg folgt dem Ombra-Tal auf leicht steinigem Weg (CAI-Markierung 315) zum Biwak. Eine mögliche Wegvariante verläuft weiter westlich. Der Anstieg zum Biwak dauert insgesamt etwa zweieinhalb Stunden und wird als wenig schwierig eingestuft.

## Galerie

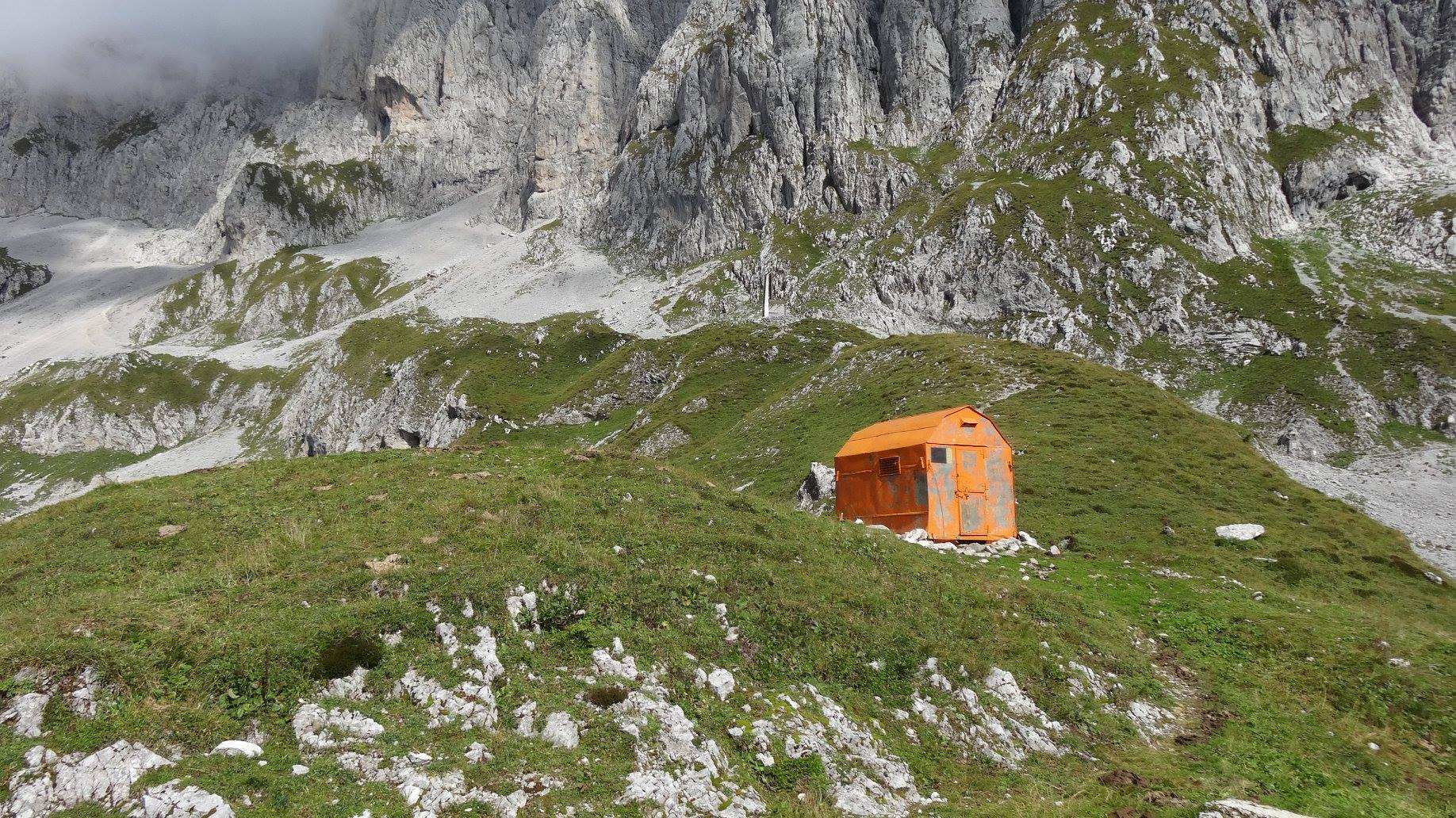
Ehemaliges Biwak, abgebaut 2015
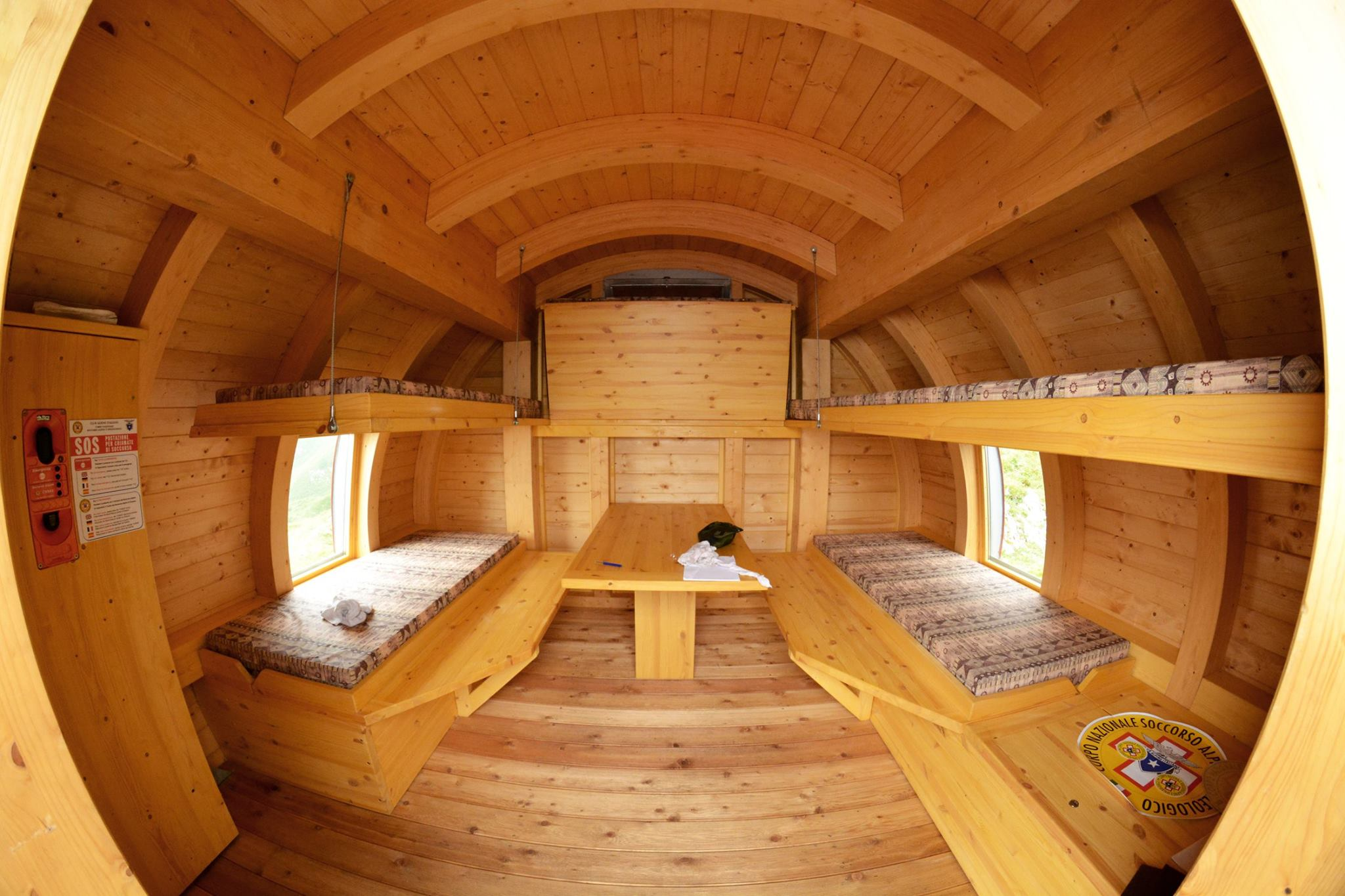
Innenkonstruktion des neuen Biwaks
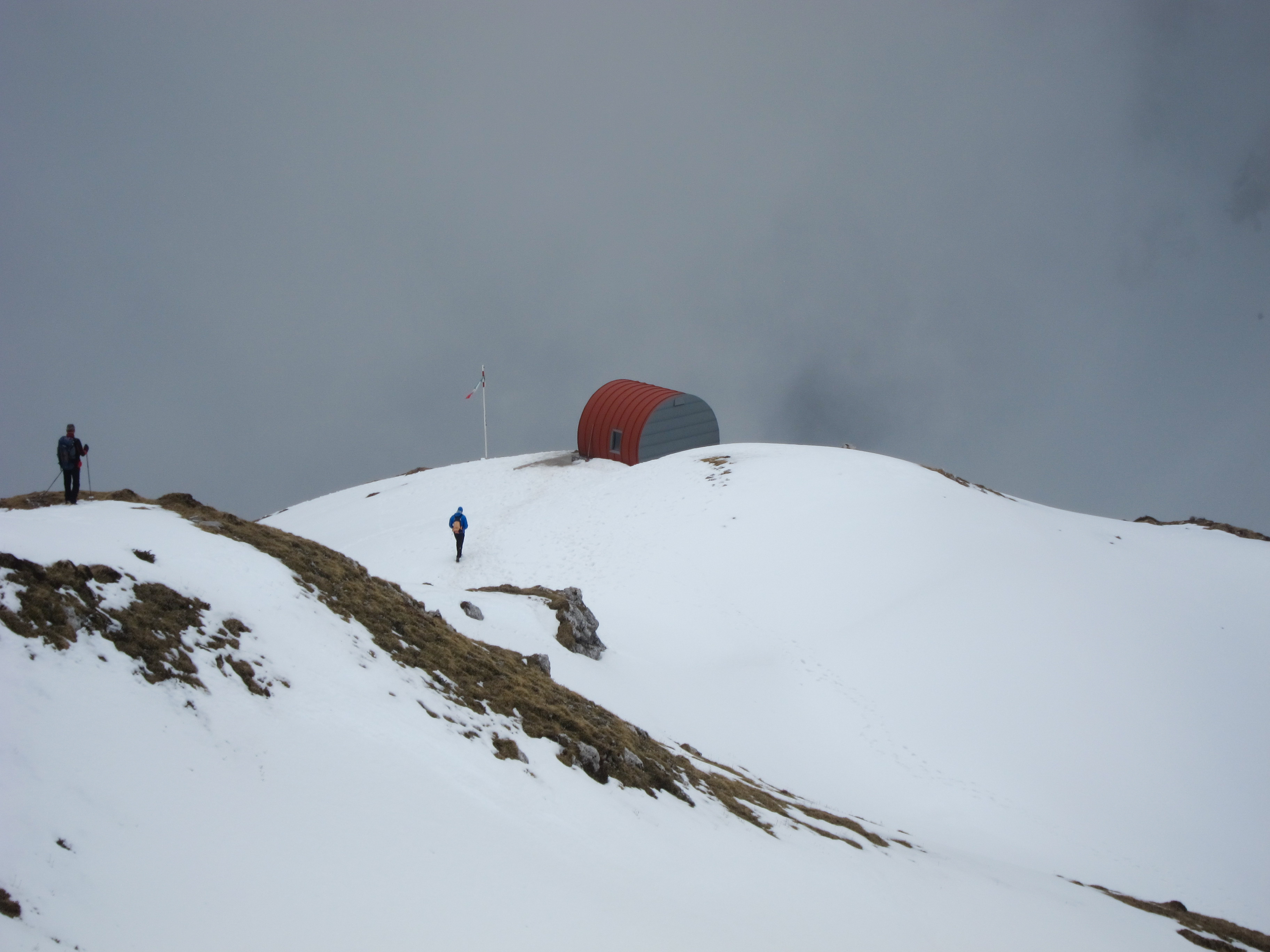
Ansicht im Winter

## Routen
- Cappella Savina (2085 m s.l.m.) in 5 Minuten
- Grotta dei Pagani (2225 m s.l.m.) in 30 Minuten
- Passo Pozzera (2197 m s.l.m.)
- Pizzo della Presolana (2512 m s.l.m.)

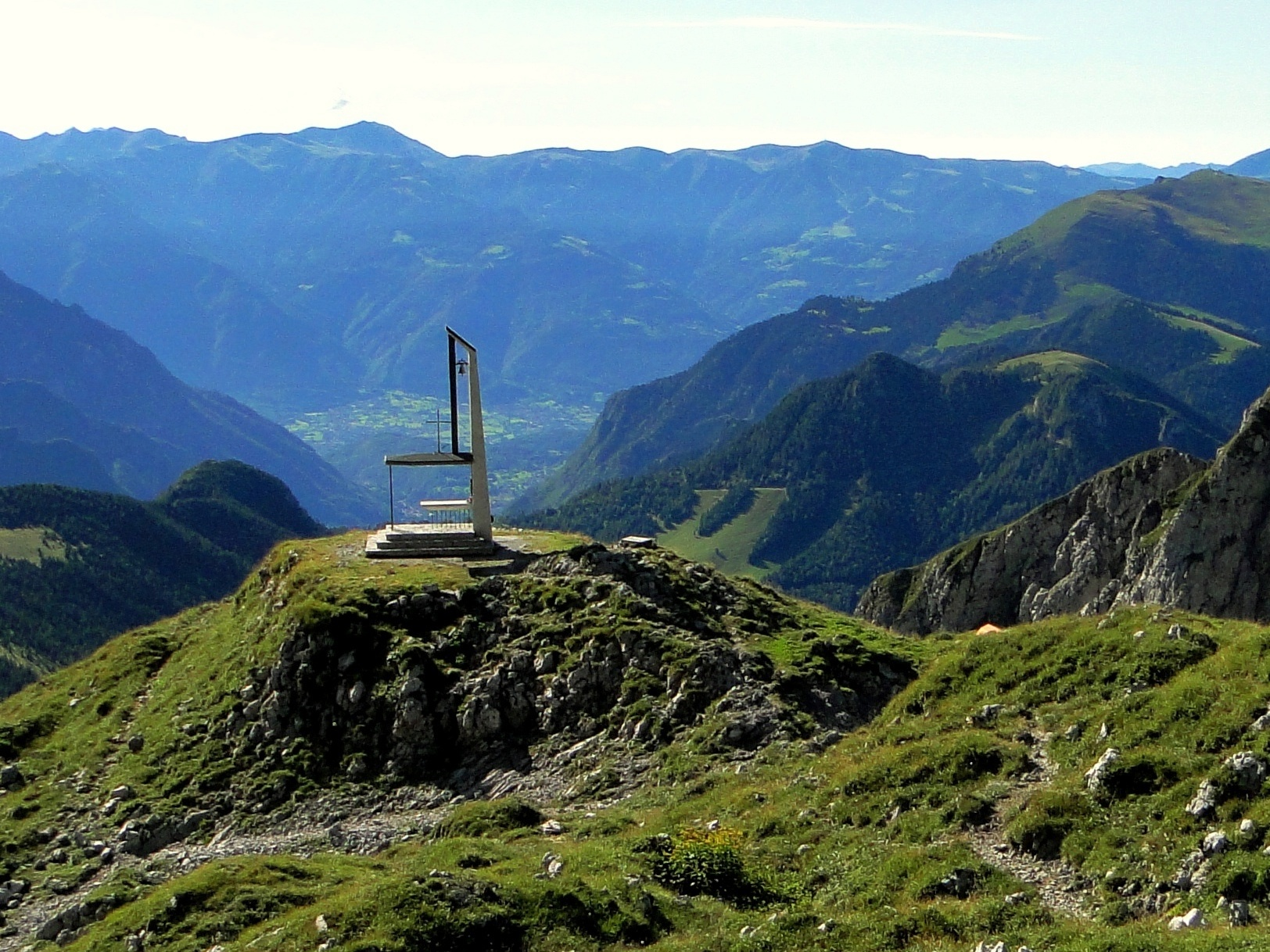
Cappella Savina

Das Biwak Città di Clusone dient als Ausgangspunkt für zahlreiche weitere Touren und Kletterrouten.